# 上島信彦
上島 信彦（うえしま のぶひこ、1990年3月8日 - ）は、愛知県豊川市出身の日本の俳優。株式会社ケイエムシネマ企画所属。

## 出演

### 映画
- ローン・チャレンジャー（2013年、林一嘉監督） - 不良 役
- 愚行録（2017年、石川慶監督） - 呼び込みの学生 役
- AWAKE（2020年、山田篤宏監督） - 佐藤修 役[2]

### テレビドラマ
- 荒地の恋(WOWOW) - 若き日の加山 役
- 犯罪症候群 Season1第4話(WOWOW×東海テレビ) - 同僚 役
- 小さな巨人 (TBS) - 牛山友樹 役
- BG〜身辺警護人〜第4話（EX） - 新婦 役
- シグナル6話(CX) -制服警官 役
- アイアングランマ（NHK BSプレミアム） - 記者 役
- ドロ刑2話（NTV） - 宅配業者 役
- 駐在刑事8話（TX） - 記者 役
- おしい刑事1話（NHK BSプレミアム） - 宅配業者  役
- 庶務行員 多加賀主水が許さない（EX） ‐ 加藤周作（若い頃） 役
- 婚活探偵 第4話（2022年1月29日、BSテレ東）
- オクトー 〜感情捜査官 心野朱梨〜 第5話（2022年8月4日、読売テレビ・日本テレビ） - 葬儀屋 役[3]
- アンサンブル 第3話 （2025年2月1日、日本テレビ） - 塾スタッフ 役

### PV
- YO-Ryo『桜並木』
- 柏木由紀『ショートケーキ』